# Nur eine Lüge
Nur eine Lüge ist ein deutscher Stummfilm aus dem Jahre 1915 von Max Mack mit Hanni Weisse in der Hauptrolle.

## Handlung
Als die Tänzerin Colombine heiratet, verlangt ihr Mann, dass sie ab sofort jeden Kontakt zu ihren früheren Kollegen abbricht. Colombine droht zu vereinsamen, und als eines Tages ihr Gatte auf Reisen ist, nimmt sie die Gelegenheit wahr und besucht einen Varietéball. Dort trifft sie einen Bekannten von früher. Dieser Bekannte hat nichts besseres zu tun, als ihrem Mann bei dessen Rückkehr von der völlig harmlos verlaufenden Wiederbegegnung zu erzählen. 
Colombines Ehemann stellt daraufhin seine Frau zur Rede, die wiederum leugnet, um ehelichen Ärger aus dem Weg zu gehen. Diese Notlüge führt dazu, dass nun der Ehemann Colombines Ball-Bekanntschaft als Lügner bezeichnet. In solchen Kreisen werden derlei Dinge mit einem die vermeintlich befleckte Ehre wieder herstellenden Duell geregelt, und am Ende der tragische Entwicklung steht die Trennung des Ehepaars. Colombine kehrt zur Bühne zurück, während ihr Ex-Mann einfach nur zu vergessen versucht.

## Produktionsnotizen
Nur eine Lüge, auch unter dem Titel Colombine bekannt, entstand im Union-Atelier in Berlin-Tempelhof, passierte die Zensur im März 1915 und erlebte seine Uraufführung im Monat darauf. Die Länge des Dreiakters betrug 980 Meter. 

## Kritik
„Ein Lebensbild voll packender Kraft ist der Film „Nur eine Lüge“… Hanny Weisse und Eugen Burg in den Hauptrollen dieses Stücks vollbringen eine ganz hervorragende schauspielerische Leistung.“